# Oliver Schroer
Oliver Schroer (* 18. Juni 1956 in Toronto; † 3. Juli 2008 ebenda) war ein kanadischer Fiddlespieler und Komponist.

## Leben
Schroer spielte in seiner Kindheit Blockflöte, dann klassische Violine. Als Jugendlicher wechselte er zur Gitarre und spielte in der  Traverston Band, einer Western-Swinggruppe, bei Tanzveranstaltungen in der Umgebung seines Wohnortes Flesherton. Später kehrte er, nunmehr als Fiddlespieler, zur Geige zurück.
Neben seinem Studium an der York University nahm Schroer an Sessions traditioneller Musik in Toronto teil. Hierbei lernte er Anne Lederman kennen, die ihn in die traditionelle Musik des Balkan einführte, und Ian Bell, der ihn mit Jean Carignan, Dave Swarbrick und De Dannan bekannt machte. Mit einem Repertoire von irischen, schottischen, kanadischen und balkanischen Weisen trat er nach dem Studium im U-Bahnsystem von Toronto auf.
Wegen zunehmender Probleme mit Sehnenscheidenentzündungen verlegte er sich dann zunehmend auf die Komposition und gründete zwei Gruppen, das Harbord Trio und Eye Music, die seine Kompositionen spielten. Anfang der 1990er Jahre erschienen seine ersten Alben: Jigzup und Whirled, ein weiteres mit seiner neuen Gruppe Stewed Tomatoes. Seit Anfang der 2000er Jahre unterrichtete er auch in Fiddlecamps in British Columbia. Auf einer Pilgerreise nach Santiago de la Compostela entstand 2004 sein erfolgreichstes Album Camino mit Aufnahmen von Auftritten und Improvisationen in Kirchen auf dieser Reise.
Schroer hatte Auftritte in ganz Nordamerika und Europa, im kleinen Club New Yorks ebenso wie im Lincoln Center und in kanadischen Radioshows. Er trat mit Musikern wie Linda Tillery & the Cultural Heritage Choir, Marc Jordan, Liu Fang, Jorane, George Fox, Stephen Fearing, Hoven Droven, Greg Brown, Glen Velez, Valdy, Tanya Tagaq, Teresa Doyle und Eileen McGann auf in ist auf mehr als 100 Alben u. a. mit den Songwritern Jimmy Webb und Barry Mann, den kanadischen Sängern James Keelaghan, Loreena McKennitt und Sylvia Tyson, den Gitarristen Jesse Cook und Don Ross, den Rockgruppen Great Big Sea und Spirit of the West, der finnischen Akkordeonistin Maria Kalaneimi und den Perkussionisten T. Sankaran und Bob Becker auf.
Neben acht CDs mit eigenen Kompositionen produzierte Schroer etwa dreißig weitere Alben, von denen acht für einen Juno Award nominiert waren. Außerdem war er auch auf dem Gebiet der Filmmusik aktiv und ist u. a. in den Fernsehserien Angels in America und Lemony Snickett, a Series of Unfortunate Events zu hören. 2007 erkrankte Schroer an Leukämie, an deren Folgen er 2008 starb. Einen Monat vor seinem Tod gab er sein letztes Konzert unter dem Titel Oliver’s Last Concert on his Tour of this Planet. Über die Zeit seiner Krankheit drehte Eileen Thalenberg den Dokumentarfilm Silence at the Heart of Things.

## Diskographie
- Jigzup, 1993
- Whirled, 1994
- Stewed Tomatoes, 1996
- Celtica, 1998
- O2, 1999
- Restless Urban Primitive, 2001
- A Million Stars, 2004
- Camino, 2006
- Celtic Devotion, 2006
- Hymns and Hers, 2007
- Smithers, 2007
- Freedom Row, 2010
- Enthralled, (mit Nuala Kennedy), 2012